# ديفيد غريغوري (لاعب كرة قدم)
ديفيد غريغوري (بالإنجليزية: David Gregory)‏ (26 نوفمبر 1969 ببولستيد في المملكة المتحدة - ) هو لاعب كرة قدم بريطاني في مركز الوسط. لعب مع إيبسويتش تاون وكولتشستر يونايتد ونادي بيتربورو يونايتد ونادي هيرفورد وكانفي آيلاند وويفنهو تاون ‏.

## وصلات خارجية
- ديفيد غريغوري على موقع قاعدة بيانات كرة القدم.إي يو (الإنجليزية)
- ديفيد غريغوري على موقع Soccerbase.com (لاعب) (الإنجليزية)
- ديفيد غريغوري على موقع عالم كرة القدم.نت (الإنجليزية)